# 모토이즈미촌
모토이즈미촌(本泉村)은 사이타마현 고다마군에 존재했던 촌이다. 현재의 혼조시 남부에 해당한다.

## 역사
- 1889년 4월 1일 -정촌제 시행에 의해 모토이즈미촌이 성립하였다.
- 1955년 3월 20일 - 정촌합병편제법에 의해 고다마정, 아키히라촌, 가나야촌과 합병해, 새로운 고다마정이 성립해, 동일 모토이즈미촌은 폐지되었다.

## 참고문헌
- 大日本篤農家名鑑編纂所編『大日本篤農家名鑑』大日本篤農家名鑑編纂所、1910年。
- 扶桑社編『大日本蚕業家名鑑 正』扶桑社、1913 - 1917年。
- 「角川日本地名大辞典」編纂委員会『角川日本地名大辞典 11 埼玉県』角川書店、1980年7月8日。ISBN 4040011104。